# Маріон Маруска
Маріон Маруска (нім. Marion Maruska; нар. 15 грудня 1972) — колишня австрійська тенісистка.
Найвищу одиночну позицію світового рейтингу — 50 місце досягла 6 жовтня 1997, парну — 123 місце — 24 липня 2000 року.
Здобула 1 одиночний та 3 парні титули.
Найвищим досягненням на турнірах Великого шолома було 2 коло в одиночному розряді.
Завершила кар'єру 2001 року.

## Фінали турнірів WTA

### Одиночний розряд (1–1)
| Великий шлем          |
| Tier I event          |
| Tier II event         |
| Tier III event        |
| Tier IV-V event (1-1) |

| Результат | Ранг | Дата          | Турнір                                | Покриття | Суперниця        | Рахунок  |
| --------- | ---- | ------------- | ------------------------------------- | -------- | ---------------- | -------- |
| Перемога  | 1.   | 5 січня 1997  | Окленд (Нова Зеландія), Нова Зеландія | Тверде   | Юдіт Візнер      | 6–3, 6–1 |
| Поразка   | 2.   | 20 липня 1997 | Прага, Чехія                          | Ґрунт    | Йоаннетта Крюгер | 1–6, 1–6 |

### Парний розряд (0–1)
| Великий шлем          |
| Tier I event          |
| Tier II event         |
| Tier III event        |
| Tier IV-V event (0-1) |

| Результат | Ранг | Дата          | Турнір        | Покриття | Партнерка          | Суперниці                        | Рахунок  |
| --------- | ---- | ------------- | ------------- | -------- | ------------------ | -------------------------------- | -------- |
| Поразка   | 1.   | 4 травня 1997 | Бол, Хорватія | Ґрунт    | Марія Хосе Гайдано | Лаура Монтальво Генрієта Надьова | 3–6, 1–6 |

## Фінали ITF

### Одиночний розряд (4–4)
| турніри $100,000 |
| турніри $75,000  |
| турніри $50,000  |
| турніри $25,000  |
| турніри $10,000  |

| Результат | Ранг | Дата              | Турнір                        | Покриття  | Суперниця             | Рахунок       |
| --------- | ---- | ----------------- | ----------------------------- | --------- | --------------------- | ------------- |
| Поразка   | 1.   | 21 листопада 1988 | Вельс, Австрія                | Ґрунт (i) | Ева Швіглерова        | 3–6, 1–6      |
| Перемога  | 2.   | 17 вересня 1990   | Вельс, Австрія                | Ґрунт     | Карін Кшвендт         | 3–6, 6–1, 4–6 |
| Перемога  | 3.   | 29 червня 1992    | Роннебю, Швеція               | Ґрунт     | Оса Свенссон          | 4–6, 6–1, 6–2 |
| Поразка   | 4.   | 7 лютого 1994     | Сандерленд, Англія            | Килим (i) | Габі Горенгель        | 2–6, 5–7      |
| Поразка   | 5.   | 20 лютого 1994    | Ньюкасл-апон-Тайн, Англія     | Килим (i) | Лінда Німантсвердрієт | 6–7, 4–6      |
| Поразка   | 6.   | 27 березня 1995   | Реймс, Франція                | Ґрунт     | Флора Перфетті        | 4–6, 6–2, 5–7 |
| Перемога  | 7.   | 17 квітня 1995    | Пловдив, Болгарія             | Ґрунт     | Марезе Жубер          | 6–0, 6–4      |
| Перемога  | 8.   | 1 квітня 2001     | Стоун-Маунтін (Джорджія), США | Тверде    | Алісія Молік          | 6–3, 6–3      |

### Парний розряд (3–2)
| Результат | Ранг | Дата           | Турнір                    | Покриття   | Партнерка               | Суперниці                      | Рахунок       |
| --------- | ---- | -------------- | ------------------------- | ---------- | ----------------------- | ------------------------------ | ------------- |
| Перемога  | 1.   | 24 жовтня 1988 | Linz Open, Австрія        | Тверде (i) | Петра Шварц             | Крістіна Казіні Катажина Новак | 6–3, 6–4      |
| Перемога  | 2.   | 9 квітня 1989  | Барі, Італія              | Ґрунт      | Елена Пампулова         | Андреа Носай Ева-Марія Шюргофф | w/o           |
| Перемога  | 3.   | 16 червня 1991 | Мантуя, Італія            | Ґрунт      | Вірхінія Руано Паскуаль | Каміо Йоне Наґано Хіромі       | 3–6, 6–4, 6–3 |
| Поразка   | 4.   | 11 лютого 1996 | Мар-дель-Плата, Аргентина | Тверде     | Нелле ван Лоттум        | Лаура Монтальво Паола Суарес   | 3–6, 1–6      |
| Поразка   | 5.   | 10 жовтня 1999 | Альбукерке, США           | Тверде     | Нірупама Санджив        | Деббі Грем Нана Міяґі          | 4–6, 5–7      |